# بسوينغر (كورنوال)
بسوينغر (بالإنجليزية: Boswinger)‏ هي قرية تقع في المملكة المتحدة في كورنوال.